# Корнель Кіріак
Корнель Кіріак (8 травня 1941 — 4 березня 1975) — румунський журналіст, радіопродюсер, продюсер і джазовий барабанщик.

## Ранні роки
Кіріак народився 8 травня 1941 року у селі Успенка, Бессарабія, Радянський Союз (раніше Четатя-Албе, Румунське королівство, тепер Одеська область, Україна).
Він пішов до середньої школи у Пітешті та закінчив факультет англійської мови Бухарестського університету. Кіріак дебютував на радіо у 1963 році з шоу «Jazz of Yesterday and Today», пізніше «Jazz magazin». Починаючи з 10 липня 1967 року, він продюсував для Radio România найпопулярніше музичне шоу того часу «Metronom». Разом із Гео Лімбешану він представив слухачам найновішу інформацію з поп-, рок- та джазової сцен. Невдовзі після вторгнення 21 серпня 1968 року до Чехословаччини (в якому Румунія не брала участі) він виконав баладу Мірчі Флоріана, в якій розповідається про те, як п'ять маленьких вовків й один великий напали на вівчарню, а потім поставив пісню «The Beatles» «Back in the U.S.S.R.» За словами його племінника, «все закінчилося одного вечора», коли він виконав пісню, «яка оминула цензора, який не знав англійської. Але пісню почули на шоу не ті люди, її заборонили у 1969 році», того ж року скасували «Metronom».
З підліткового віку він захопився джазом, збираючи всю можливу інформацію про джазових музикантів і слухав джазові пісні, де тільки міг. У своїх блокнотах він переписував книги, хроніки, інтерв'ю та новини з профільних журналів. Пізніше його тітка згадувала: «У середній школі музика була його єдиною справою. Він витрачав ночі на писання. Вранці він з великими труднощами прокидався, щоб піти до школи». Деякі зошити потрапили до відомих румунських музикантів, як-от Раду Мальтополь, Крістіан Колан і Джонні Редукану, які були єдиним джерелом інформації про джаз у той час.
Кіріак писав статті у пресі, а також коментарі до збірки «Jazz». У 1965 році він опублікував дослідження про джаз у журналі «Secolul XX»; через рік він написав передмову до румунського видання «Моє життя у Новому Орлеані» Луї Армстронга. У 1967 році він був одним із засновників Європейської джазової федерації. Згідно з протоколом, він описав важкі умови румунських джазових музикантів того часу та прийняв ідею федерації під захистом ЮНЕСКО. За його словами, федерація повинна зосередитися на створенні джазової академії, бюро для міжнародних концертів і центру обміну аудіо- та телезаписами.
Як великий поціновувач джазу, Кіріак копіював цілі диски на касети та розміщував в архіві станції. Пізніше Аурел Гергель сказав: «Увесь архів станції написав і впорядкував Корнель Кіріак». У 1969 році Кіріак організував і рекламував перший національний джазовий фестиваль у Румунії, який проходив у Плоєшті. Він також організував запис пісень, які прозвучали під час фестивалю.
Як продюсер він особливо підтримував тимішоарський гурт «Phoenix» і бухарестський гурт «Sideral». Він завершив важливі записи з першим у студії Radio România (1968—1969) і рекламував їх. У 1969 році він зробив успішні кроки для їхнього потрапляння на фестиваль «Золотий олень». За збігом на заході мав виступати Кліф Річард, який вісім років тому виконав роль у фільмі «Молоді», який став натхненням для багатьох румунських рок-гуртів. Учасники «Phoenix» зупинилися в бухарестському готелі «Nord», щоб цензура могла спостерігати за ними. Під час фестивалю Кіріак повернувся з Брашова з поганою новиною: концерт «Phoenix» скасували, але він доклав зусиль для розв'язання цього питання. Не зумівши переконати організаторів, на знак протесту він закрився у своєму готельному номері та підпалив штори. Співробітники готелю та пожежники зламали двері, щоб зупинити вогонь, а Кіріак під час метушні зник, забравши з собою лише касети з записами гурту.

## На «Радіо Свобода»
Через кілька днів йому вдалося покинути Румунію та прибути до Австрії за допомогою фальсифікованого запрошення (отриманого під час фестивалю в Брашові, початковим пунктом призначення якого була Польща). Деякий час він провів у таборі для біженців Трайскірхен, де його знайшов директор «Радіо Свобода» Ноель Бернард. Після впорядкування офіційних документів він продовжив свою діяльність у Мюнхені, у румунськомовній редакції «Радіо Свобода». Він відновив журнали «Metronom» і «Jazz», а також розпочав шоу «Jazz à la carte». Спочатку Кіріак використовував свій мікрофон, щоб висловити гнів, який він відчував проти тих, хто перешкоджав його роботі на «Радіо Румунія». Іоана Мегуре пізніше згадувала: «Часто, зробивши щось бездумно, Корнель мав проблеми з німецькою владою та з американськими керівниками „Радіо Свобода“, його майже виганяли з Німеччини та з радіо». Пізніше, за словами Ноеля Бернарда, «він зрозумів, що не політика, а музика — його покликання». До самої смерті його музична діяльність була насиченою і включала переклад румунською мовою рок-опери «Ісус Христос — суперзірка».
4 березня 1975 року, близько опівночі, Кіріак отримав ножове поранення біля свого автомобіля на автостоянці в Мюнхені. Через годину його знайшла студентка, яка поверталася додому. Першим підозрюваним, якого заарештували, став 17-річний Маріо Гропп, остання людина, яку бачили з Кіріаком того вечора. У Румунії заговорили про політичне вбивство, вчинене Секурітате. Тіло Кіріака кремовали у Мюнхені, мати привезла прах до Румунії. Він похований на бухарестському цвинтарі «Reînvierea».

## Спадщина
Пізніше журналісти згадували, що в Бухаресті його вбивство зустріли з сумом. Александру Сіпа організував вечір пам'яті у Брашівському джаз-клубі. У Бухаресті «Phoenix» був на студії Electrecord, де записував альбом «Cantofabule». Октавіан Урсулеску сказав в одному з інтерв'ю: «Ми отримали звістку про вбивство доброго друга для всіх нас, Корнеля Кіріака, у студії Tomis; ми всі плакали, як діти…»
24 лютого 1995 року у Плоєшті відкрився джаз-клуб Cornel Chiriac. Одна з вулиць у Пітешті назвали на його честь.